# إميلي إلبيرت
إميلي إلبيرت (بالإنجليزية: Emily Elbert)‏ هي مغنية وملحنة ومغنية مؤلفة وعازفة الجاز أمريكية، ولدت في 21 ديسمبر 1988.

## وصلات خارجية
- الموقع الرسمي
- إميلي إلبيرت على موقع ميوزك برينز (الإنجليزية)
- إميلي إلبيرت على موقع ديسكوغز (الإنجليزية)